# José Ramón Sandoval
José Ramón Sandoval Huertas (Madrid, 2 maggio 1968) è un allenatore di calcio spagnolo.